# Desmodium nuttallii
Desmodium nuttallii är en ärtväxtart som först beskrevs av Anton Karl Schindler, och fick sitt nu gällande namn av Bernice Giduz Schubert. Desmodium nuttallii ingår i släktet Desmodium och familjen ärtväxter. IUCN kategoriserar arten globalt som livskraftig. Inga underarter finns listade i Catalogue of Life.